# Võtikvere
Võtikvere – wieś w Estonii, w prowincji Jõgeva, w gminie Torma.